# Flagler Estates
Flagler Estates ist  ein census-designated place (CDP) im St. Johns County im US-Bundesstaat Florida. Das U.S. Census Bureau hat bei der Volkszählung 2020 eine Einwohnerzahl von 3.540 ermittelt. 

## Geographie
Flagler Estates liegt rund 35 km südwestlich von St. Augustine sowie etwa 80 km südlich von Jacksonville.

## Demographische Daten
Laut der Volkszählung 2010 verteilten sich die damaligen 3215 Einwohner auf 1253 Haushalte. 89,0 % der Bevölkerung bezeichneten sich als Weiße, 6,2 % als Afroamerikaner, 1,0 % als Indianer und 0,3 % als Asian Americans. 1,7 % gaben die Angehörigkeit zu einer anderen Ethnie und 1,7 % zu mehreren Ethnien an. 6,3 % der Bevölkerung bestand aus Hispanics oder Latinos.
Im Jahr 2010 lebten in 40,7 % aller Haushalte Kinder unter 18 Jahren sowie 22,2 % aller Haushalte Personen mit mindestens 65 Jahren. 74,1 % der Haushalte waren Familienhaushalte (bestehend aus verheirateten Paaren mit oder ohne Nachkommen bzw. einem Elternteil mit Nachkomme). Die durchschnittliche Größe eines Haushalts lag bei 2,88 Personen und die durchschnittliche Familiengröße bei 3,20 Personen.
29,7 % der Bevölkerung waren jünger als 20 Jahre, 23,1 % waren 20 bis 39 Jahre alt, 31,9 % waren 40 bis 59 Jahre alt und 15,1 % waren mindestens 60 Jahre alt. Das mittlere Alter betrug 38 Jahre. 51,0 % der Bevölkerung waren männlich und 49,0 % weiblich.
Das durchschnittliche Jahreseinkommen lag bei 44.310 $, dabei lebten 15,9 % der Bevölkerung unter der Armutsgrenze.